# Schönwald im Schwarzwald
Schönwald im Schwarzwald település Németországban, azon belül Baden-Württembergben. Lakosainak száma 2711 fő (2023. december 31.).

## Népesség
A település népessége az elmúlt években az alábbi módon változott:
| Lakosok száma | 2353 | 2380 | 2415 | 2444 | 2533 | 2644 | 2711 |
|               | 1975 | 2015 | 2017 | 2019 | 2021 | 2022 | 2023 |